# اودسا (سازمان)
اودسا (آلمانی: ODESSA) یک سازمان و شبکه زیرزمینی و بین‌المللی است که در اواخر جنگ جهانی دوم توسط گروهی از افسران اس‌اس و به‌منظور دورکردن اعضای اس‌اس از دستگیری یا محاکمه به‌اتهام جنایت جنگی و فراری‌دادن آنان به برزیل، آرژانتین یا کشورهای خاورمیانه با اسامی جعلی تشکیل شد.
موجودیت این شبکه توسط همه تاریخ‌نگاران تایید نشده‌است.گای والترز در کتاب خود شکار شیطان، بیان کرده‌است که نتوانسته هیچ مدرک یا گواهی مبنی بر وجود این شبکه پیدا کند.
امروزه این سازمان بیشتر از طریق رمان‌ها و فیلم‌های جاسوسی شناخته‌شده‌است.